# Hôtel de Chanoines (Tours)
L'hôtel de Chanoines est un hôtel particulier situé à Tours, au 10 rue du Général-Meusnier. Le monument fait l’objet d’une inscription au titre des monuments historiques depuis 1946.